# Burg (Szász-Anhalt)
Burg, más néven Burg (bei Magdeburg), település Németországban, azon belül Szász-Anhalt tartományban. Lakosainak száma 22 738 fő (2023. december 31.).

## Népesség
A település népességének változása:
| Lakosok száma | 24 958 | 22 583 | 22 478 | 22 254 | 22 689 | 22 738 |
|               | 2014   | 2017   | 2019   | 2021   | 2022   | 2023   |